# KHL Sisak
KHL Sisak (celým názvem: Klub hokeja na ledu Sisak) je chorvatský klub ledního hokeje, který sídlí v Sisaku v Sisacko-moslavinské župě. Založen byl v roce 1934 pod názvem ŠK Slavija Sisak. Svůj současný název nese od roku 2008. Od sezóny 2008/09 působí v chorvatské nejvyšší soutěži v ledním hokeji. Klubové barvy jsou modrá a bílá. Nastupuje také ve slovinské nejvyšší soutěži intHL. A účastnil se také evropského poháru Continental cup.
Své domácí zápasy odehrává v hale Ledena dvorana Zibel s kapacitou 2 000 diváků.

## Získané trofeje
Chorvatský mistr v ledním hokeji (2×)
(2021/22, 2023/24)

## Historické názvy
Zdroj: 
- 1934 – ŠK Slavija Sisak (Športski klub Slavija Sisak)
- 1938 – SHL HAŠK Zagreb (Sekcija hokeja na ledu Hrvatski akademski športski klub Zagreb)
- 1942 – zánik
- 1946 – obnovena činnost pod názvem FD Naprijed Sisak (Fiskulturno društvo Naprijed Sisak)
- 1952 – ŠD Segesta Sisak (Športsko društvo Segesta Sisak)
- 1965 – KKHLK Segesta Sisak (Klub za klizanje, hokej na ledu i koturanje Segesta Sisak)
- 1972 – HK INA Sisak (Hokejski klub Industrija nafte Sisak)
- 2008 – KHL Sisak (Klub hokeja na ledu Sisak)

## Přehled ligové účasti
Stručný přehled
Zdroj: 
- 1938–1940: Jugoslávská liga ledního hokeje (1. ligová úroveň v Jugoslávii)
- 1948–1949: Jugoslávská liga ledního hokeje (1. ligová úroveň v Jugoslávii)
- 1952–1953: Jugoslávská liga ledního hokeje (1. ligová úroveň v Jugoslávii)
- 1973–1976: Jugoslávská liga ledního hokeje (1. ligová úroveň v Jugoslávii)
- 1992–2003: Prvenstvo Hrvatske u hokeju na ledu (1. ligová úroveň v Chorvatsku)
- 2005–2007: Prvenstvo Hrvatske u hokeju na ledu (1. ligová úroveň v Chorvatsku)
- 2008– : Prvenstvo Hrvatske u hokeju na ledu (1. ligová úroveň v Chorvatsku)

Jednotlivé ročníky
Zdroj: 
Legenda: ZČ - základní část, červené podbarvení - sestup, zelené podbarvení - postup, fialové podbarvení - reorganizace, změna skupiny či soutěže
| Jugoslávie (1938 – 1991) |                    |           |            |                                       |                       |
| Sezóny                   | Soutěž             | Úroveň    | ZČ         | Play-off, nadstavba, sk. o udržení... | Poznámky              |
| 1938/39                  | 1. liga            | 1. úroveň | 3. místo   |                                       |                       |
| 1939/40                  | 1. liga            | 1. úroveň | 4. místo   |                                       | Reorganizace          |
| ...                      |                    |           |            |                                       |                       |
| 1948/49                  | 1. liga            | 1. úroveň | 7. místo   |                                       | Reorganizace          |
| ...                      |                    |           |            |                                       |                       |
| 1952/53                  | 1. liga            | 1. úroveň | 8. místo   |                                       | Reorganizace          |
| ...                      |                    |           |            |                                       |                       |
| 1973/74                  | 1. liga            | 1. úroveň | 13. místo  |                                       |                       |
| 1974/75                  | 1. liga            | 1. úroveň | 13. místo  |                                       |                       |
| 1975/76                  | 1. liga            | 1. úroveň | 13. místo  |                                       | Reorganizace          |
| ...                      |                    |           |            |                                       |                       |
| Chorvatsko (1991 – )     |                    |           |            |                                       |                       |
| Sezóny                   | Soutěž             | Úroveň    | ZČ         | Play-off, nadstavba, sk. o udržení... | Poznámky              |
| ...                      |                    |           |            |                                       |                       |
| 1992/93                  | Prvenstvo Hrvatske | 1. úroveň | 4. místo   | Zápas o 3. místo (prohra)             |                       |
| 1993/94                  | Prvenstvo Hrvatske | 1. úroveň | 4. místo   | Zápas o 3. místo (prohra)             |                       |
| 1994/95                  | Prvenstvo Hrvatske | 1. úroveň | 4. místo   | Zápas o 3. místo (prohra)             |                       |
| 1995/96                  | Prvenstvo Hrvatske | 1. úroveň | 4. místo   | Zápas o 3. místo (prohra)             |                       |
| 1996/97                  | Prvenstvo Hrvatske | 1. úroveň | 4. místo   | Semifinále                            |                       |
| 1997/98                  | Prvenstvo Hrvatske | 1. úroveň | 4. místo   | Zápas o 3. místo (prohra)             |                       |
| 1998/99                  | Prvenstvo Hrvatske | 1. úroveň | 4. místo   | Zápas o 3. místo (prohra)             |                       |
| 1999/00                  | Prvenstvo Hrvatske | 1. úroveň | 4. místo   | Zápas o 3. místo (výhra)              |                       |
| 2000/01                  | Prvenstvo Hrvatske | 1. úroveň | 4. místo   | Zápas o 3. místo (prohra)             |                       |
| 2001/02                  | Prvenstvo Hrvatske | 1. úroveň | 4. místo   | Zápas o 3. místo (prohra)             |                       |
| 2002/03                  | Prvenstvo Hrvatske | 1. úroveň | bez účasti | Zápas o 3. místo (prohra)             | Odstoupení ze soutěže |
| ...                      |                    |           |            |                                       |                       |
| 2005/06                  | Prvenstvo Hrvatske | 1. úroveň | 4. místo   |                                       |                       |
| 2006/07                  | Prvenstvo Hrvatske | 1. úroveň | bez účasti | Nadstavba B (4. místo)                | Odstoupení ze soutěže |
| ...                      |                    |           |            |                                       |                       |
| 2008/09                  | Prvenstvo Hrvatske | 1. úroveň | bez účasti | Semifinále                            |                       |
| 2010/11                  | Prvenstvo Hrvatske | 1. úroveň | 4. místo   | Semifinále                            |                       |
| 2011/12                  | Prvenstvo Hrvatske | 1. úroveň | 4. místo   | Semifinále                            |                       |
| 2012/13                  | Prvenstvo Hrvatske | 1. úroveň | bez účasti | Semifinále                            |                       |
| 2013/14                  | Prvenstvo Hrvatske | 1. úroveň | 4. místo   | Semifinále                            |                       |
| 2014/15                  | Prvenstvo Hrvatske | 1. úroveň | 4. místo   | Semifinále                            |                       |
| 2015/16                  | Prvenstvo Hrvatske | 1. úroveň | 4. místo   | Semifinále                            |                       |
| 2016/17                  | Prvenstvo Hrvatske | 1. úroveň | 4. místo   | Semifinále                            |                       |
| 2017/18                  | Prvenstvo Hrvatske | 1. úroveň | 1. místo   | Semifinále                            |                       |
| 2018/19                  | Prvenstvo Hrvatske | 1. úroveň | 2. místo   |                                       |                       |
| 2019/20                  | Prvenstvo Hrvatske | 1. úroveň |            |                                       |                       |